# August Olsson
August Olsson, född 17 maj 1844 i Hova socken, Västergötland, död där 28 oktober 1917, var en svensk författare. 
August Olsson var son till lantbrukaren Olof Jansson och hans hustru Anna Persdotter. 
Familjen flyttade 1845 till Älgarås, Västergötland. Olsson avlade folkskollärarexamen vid seminariet i Värmlands Nysäter 1865 (dit det tillfälligt var utlokaliserat, på grund av stadsbrand och lokalbrist i Karlstad). 1866–67 var han vikarierande folkskollärare i Näs socken (nuvarande Kungsängen) i Uppland. 
1867 blev han folkskollärare vid ambulerande skola i Hova socken. På grund av mental ohälsa entledigades han 1874 från tjänsten och erhöll en liten sjukpension. I knappa omständigheter kom han sedan att framleva resten av livet i fattighuset eller enklare bostäder i Hovatrakten. Med början 1884 utgav han sammanlagt fem småskrifter vilka kom att ge honom ställning som en av de främsta inom den svenska pekorala litteraturen. Av dessa fem var fyra debattskrifter och en diktsamling. Olsson vandrade kring i bygden och på marknader och sålde dessa skrifter.
Hans mest kända verk var Helsa som utgavs 1884 och fram till 1900 utkom i totalt fem, delvis utökade, upplagor. Han förfäktade där främst två teser. Den ena vikten av frisk luft i bostaden vilket bland annat kunde uppnås genom att fönsterglaset ersattes med säckväv. Den andra tesen var att man skulle se till att huden ständigt hölls fuktig, vilket kunde uppnås genom att ha täta kläder av lärft och skinn. Själv klädde han sig i en rock av kalvskinn. Av denna anledning kallades han oftast Skinn-Olle.
Diktsamlingen Naturrim som kom 1885 och nytrycktes två gånger 1885-1888 är också mycket uppmärksammad. Främst kanske för dikterna "Slakt" och "Telefonlinjen Hova-Elgarås" 
Bland de övriga är skriften Pastoralier värd att nämna. I denna går han till starkt angrepp mot den lokale kyrkoherdens sätt att sköta sina uppgifter, inte minst inom fattigvården. I husförhörslängden finns på Olsson omkring 1890 en anteckning "mindre vetande", vilket förmodligen har ett samband med Olssons kritiska hållning till den kyrkliga överheten. 